# آکادمی موسیقی و هنرهای نمایشی لندن
آکادمی موسیقی و هنرهای نمایشی لندن (به انگلیسی: London Academy of Music and Dramatic Art) یک مدرسه درام است که در همرسمیت، لندن واقع شده‌است. این مدرسه قدیمی‌ترین مدرسه درام در جزایر بریتانیا و یکی از اعضای مؤسس فدراسیون مدارس درام است.
آزمون‌های گرفته شده LAMDA در زمینه گفتار، درام، ارتباطات و عملکرد در ۳ سطح معتبر یا فوق سیستم UCAS شناخته شده است.

## دانش‌آموختگان معروف
- آنجلیکا آراگون - (A Walk in the Clouds, بلا)
- ریچارد آرمیتاژ (بازیگر) – (هابیت (مجموعه فیلم), هانیبال (مجموعه تلویزیونی))
- کالین بیکر – (دکتر هو, The Brothers)
- جیم برودبنت – (آیریس (فیلم), پلیس خفن)
- کیم کاترال – (سکس و شهر, مشکل بزرگ در چین کوچک)
- سم کلفلین – (The Hunger Games, سفیدبرفی و شکارچی)
- دومینیک کوپر – (ماما میا! (فیلم), کاپیتان آمریکا: نخستین انتقام‌جو)
- برایان کاکس (بازیگر) – (تروآ (فیلم), هویت بورن (فیلم))
- بندیکت کامبربچ – (شرلوک (مجموعه تلویزیونی), بازی تقلید)
- جیمز دارسی – (Agent Carter, اطلس ابر (فیلم))
- چویتل اجیوفور – (۱۲ سال بردگی, فرزندان انسان)
- جیسون فلمینگ – (انجمن نجیب‌زادگان عجیب (فیلم), قاپ‌زنی)
- تونی گلدوین – (رسوایی (مجموعه تلویزیونی), روح (فیلم ۱۹۹۰))
- جنیفر گودوین – (روزی روزگاری (مجموعه تلویزیونی آمریکایی), عشق بزرگ)
- ریچارد هریس – (این زندگی ورزشی, هری پاتر (مجموعه‌فیلم))
- آنتونی هد – (بافی قاتل خون‌آشام‌ها (مجموعه تلویزیونی), مرلین (مجموعه تلویزیونی))
- ادوارد هرمن – (Gilmore Girls, پسران گمشده)
- ویلیام هوتکینز – (مهاجمان صندوق گمشده, بتمن (فیلم ۱۹۸۹))
- زلجکو ایوانک – (آرگو (فیلم ۲۰۱۲), Damages)
- جفری جونز – (مرخصی فریس بولر, بیتل‌جوس)
- استیسی کیچ – (تاریخ مجهول آمریکا, فرار از زندان (مجموعه تلویزیونی))
- روری کینیار – (جیمز باند (مجموعه فیلم), داستان عامه‌پسند (مجموعه تلویزیونی))
- رز لزلی – (بازی تاج و تخت, دانتون ابی)
- جان لیسگو – (3rd Rock from the Sun, شرایط مهرورزی)
- مالکوم مک‌داول – (پرتقال کوکی (فیلم), هالووین (فیلم ۲۰۰۷))
- ناتاشا مک‌الهون – (نمایش ترومن, کالیفرنیکیشن)
- مایکل مالارکی - (خاطرات خون‌آشام)
- استیون مویر – (خون حقیقی, ۸۸ دقیقه)
- دیوید اویلوو – (سلما (فیلم), ظهور سیاره میمون‌ها)
- ایوان رئون - (Misfits, بازی تاج و تخت)
- الکساندر صدیق – (Star Trek: Deep Space Nine, بازی تاج و تخت)
- دونالد ساترلند – (مش (فیلم), جی‌اف‌کی (فیلم))
- Luke Treadaway – (The Curious Incident of the Dog in the Night-Time (play), شکست‌ناپذیر (فیلم ۲۰۱۴), Cheerful Weather for the Wedding)
- روث ویلسون – (Luther, نجات آقای بنکس)
- فیلیپ وینچستر (کملوت (مجموعه تلویزیونی), حمله متقابل (مجموعه تلویزیونی))